# Anne Cecilie la Cour
Anne Cecilie Dornonville De La Cour (født 8. december 1993 i Århus) er en tidligere dansk håndboldspiller. Hun spillede senest for Odense Håndbold frem til 2021, hvorefter hun stoppede hendes håndboldkarriere. Hun har tidligere spillet for København Håndbold, Viborg HK og Silkeborg-Voel KFUM.
Hun fik debut på det danske A-landshold 11. oktober 2014 til Golden League-stævnet i Danmark i en kamp mod Brasilien. Hun har også flere U-landskampe på CV'et.
Hun fik sin første slutrundedebut ved EM 2016 i Sverige og hun deltog også to år efter ved EM 2018 i Frankrig.
Hun var med til at vinde den danske liga, Damehåndboldligaen, i 2021 med Odense Håndbold.

## Privat
Privat danner hun par med FIF-spiller og Danmarksmester i Serie-håndbold, Mads Knutzon.
I marts 2023 blev parret forældre til tvillinger.